# Augusto Silva (football, 1902)
Pour les articles homonymes, voir Augusto Silva et Silva.
 (juillet 2023).
Si vous disposez d'ouvrages ou d'articles de référence ou si vous connaissez des sites web de qualité traitant du thème abordé ici, merci de compléter l'article en donnant les références utiles à sa vérifiabilité et en les liant à la section « Notes et références ».
Augusto Silva est un footballeur portugais né le 22 février 1902 à Lisbonne et mort le 8 janvier 1962.

## Biographie

### En tant que joueur
Il réalise l'intégralité de sa carrière au CF Belenenses.
En équipe du Portugal, il reçoit 21 capes entre 1924 et 1934. Il participe aux Jeux olympiques de 1928 à Amsterdam. 

### En tant qu'entraîneur
Il dirige ensuite des clubs comme le CF Belenenses, le GD Estoril-Praia ou encore le FC Porto.
Il emmène Belenenses en 1946, à son premier et seul titre de champion du Portugal.

## Carrière

### En tant que joueur
- 1921-1934 :  CF Belenenses

### En tant qu'entraîneur
- 1938-1939 :  CF Belenenses
- 1941-1942 :  CF Belenenses
- 1942-1945 :  GD Estoril-Praia
- 1945-1946 :  CF Belenenses
- 1949-1950 :  FC Porto
- 1950-1952 :  CF Belenenses

## Palmarès

### En tant que joueur
Avec le CF Belenenses :
- Vainqueur du Campeonato de Portugal (équivalent de la coupe du Portugal aujourd'hui) en 1927, 1929 et 1933

### En tant qu'entraîneur
Avec le CF Belenenses :
- Champion du Portugal en 1946
- Vainqueur de la Coupe du Portugal en 1942
- Champion de Lisbonne en 1946